# Массовые беспорядки в Кишинёве (2009)
Ма́ссовые беспоря́дки в Кишинёве или Антиправительственные протесты в Кишинёве — массовые протесты, переросшие в беспорядки 7 апреля в столице Республики Молдова Кишинёве, начавшиеся после апрельских выборов в Парламент Республики Молдова 2009 года. Беспорядкам предшествовал митинг молдавской оппозиции 6 апреля.

## Название

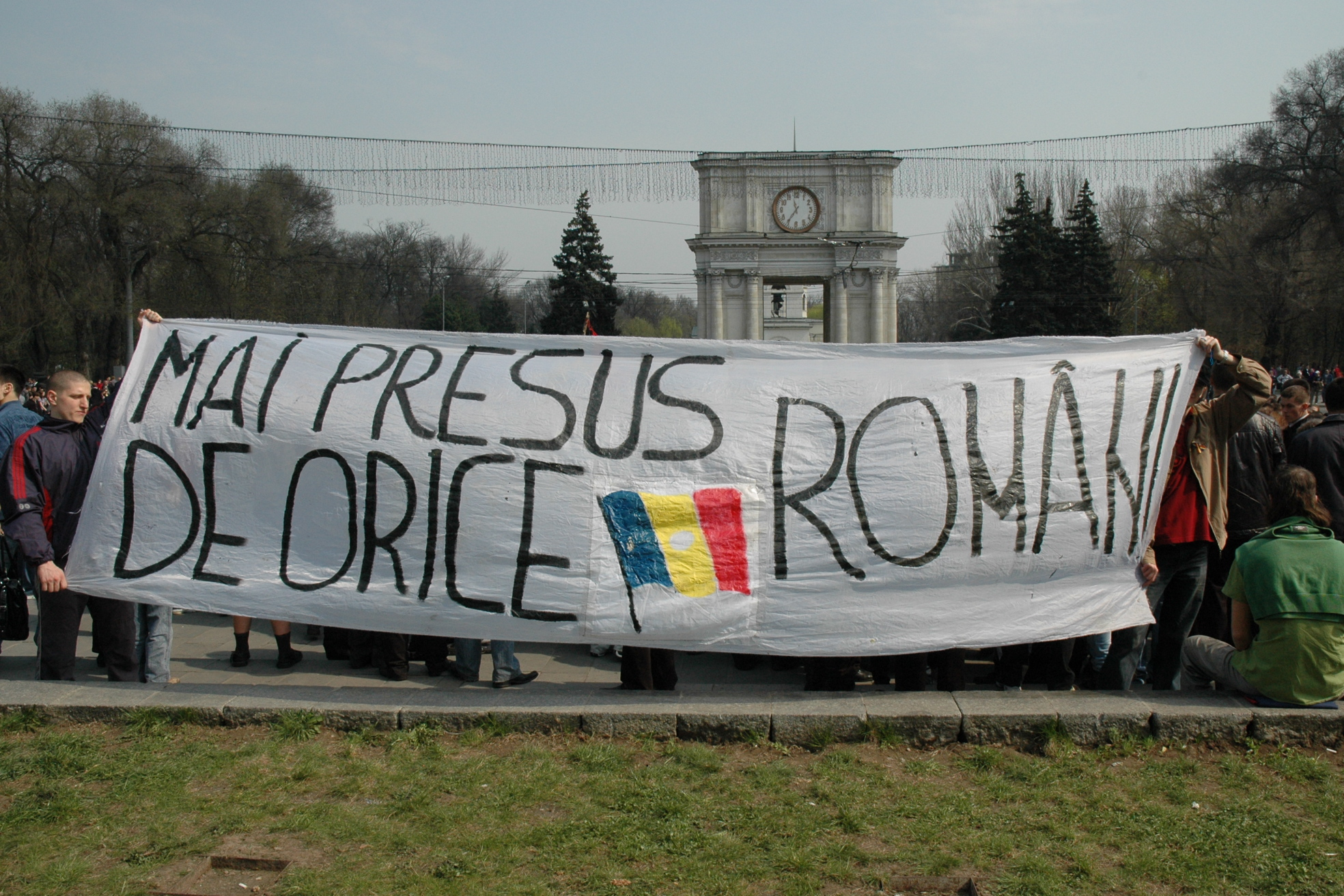
Массовые беспорядки в Кишинёве, на плакате написано: «Прежде всего, румыны»

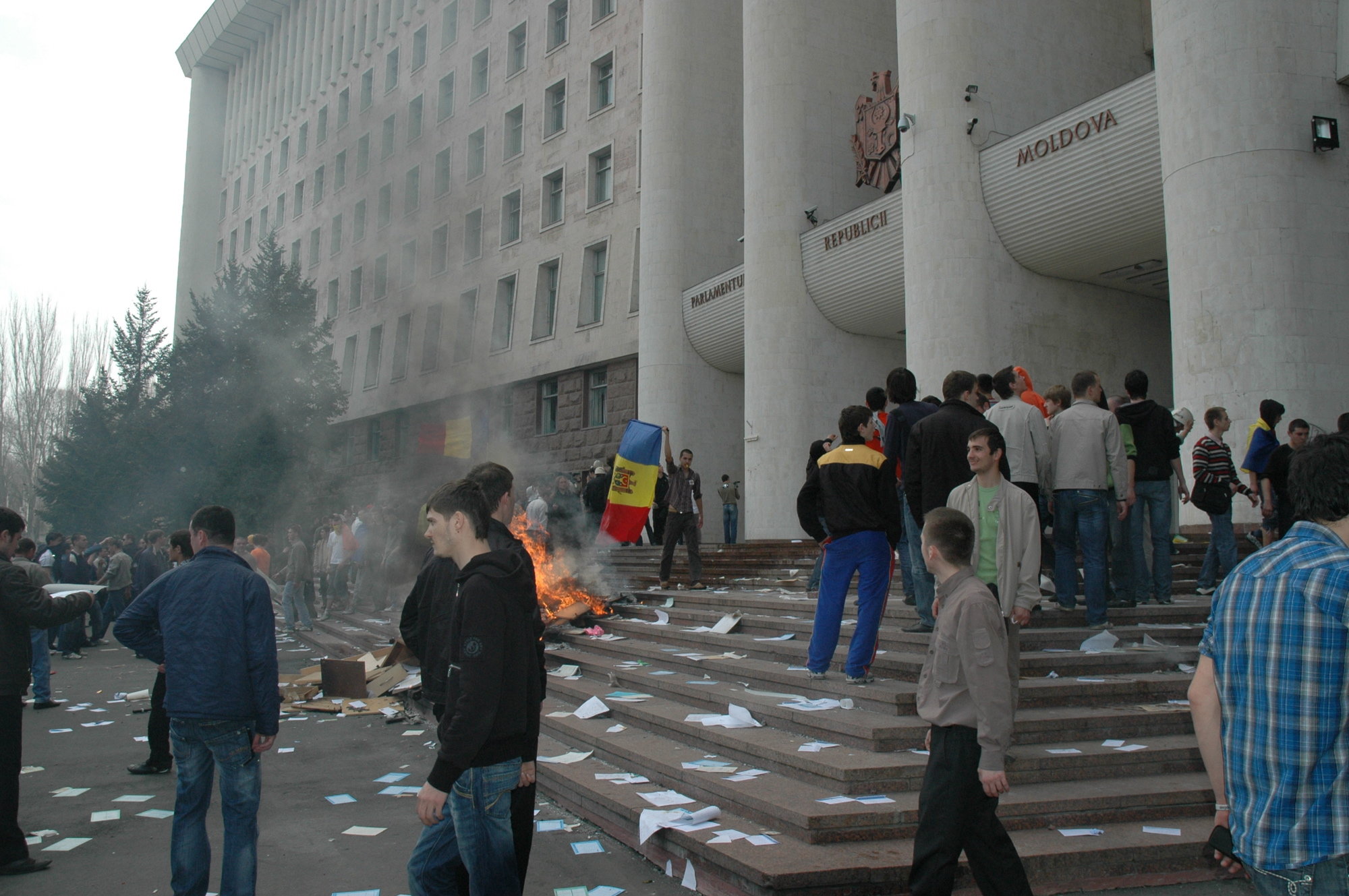
Митингующие перед зданием парламента Молдавии

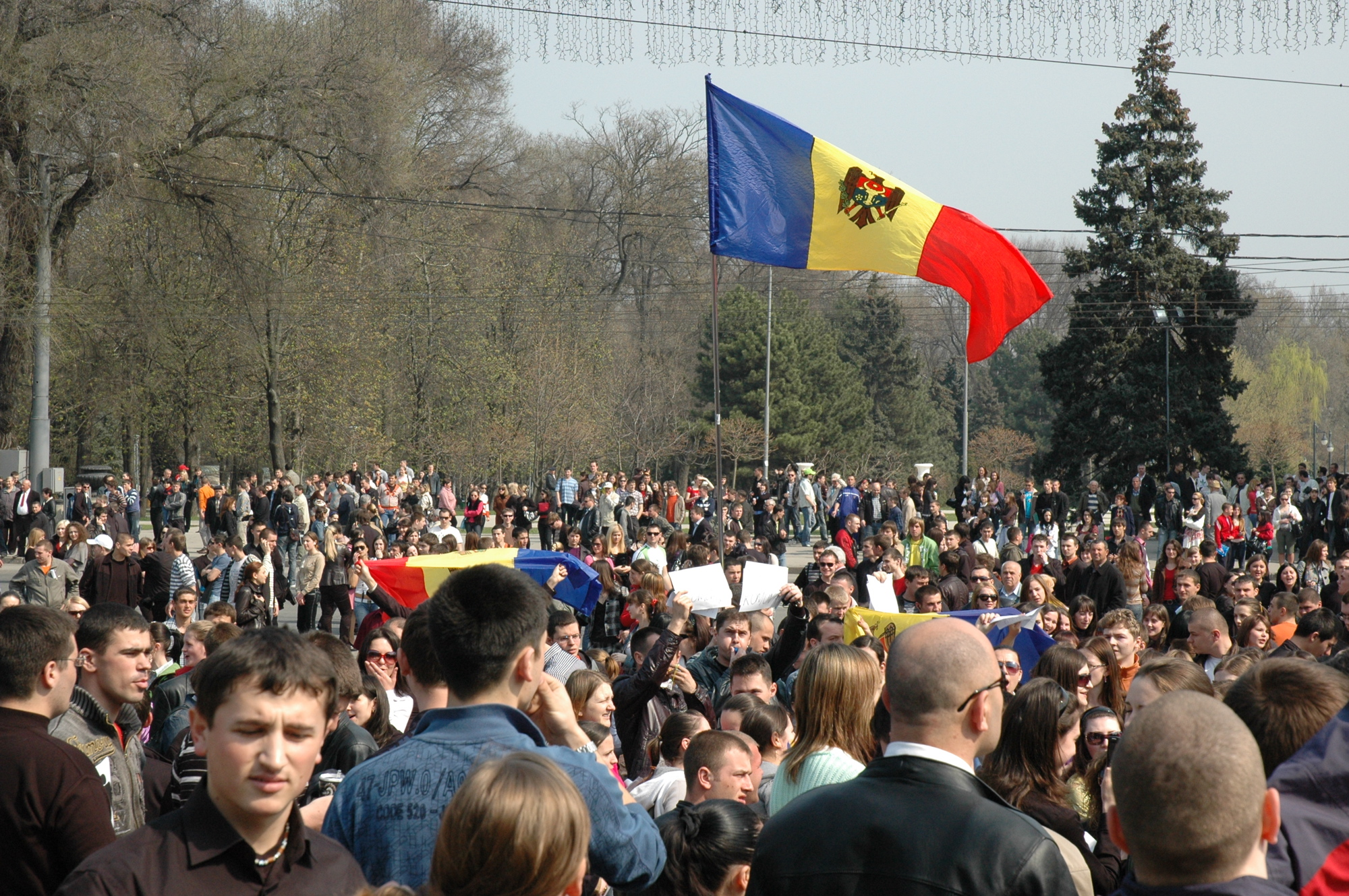
Митинг в центре Кишинёва 7 апреля

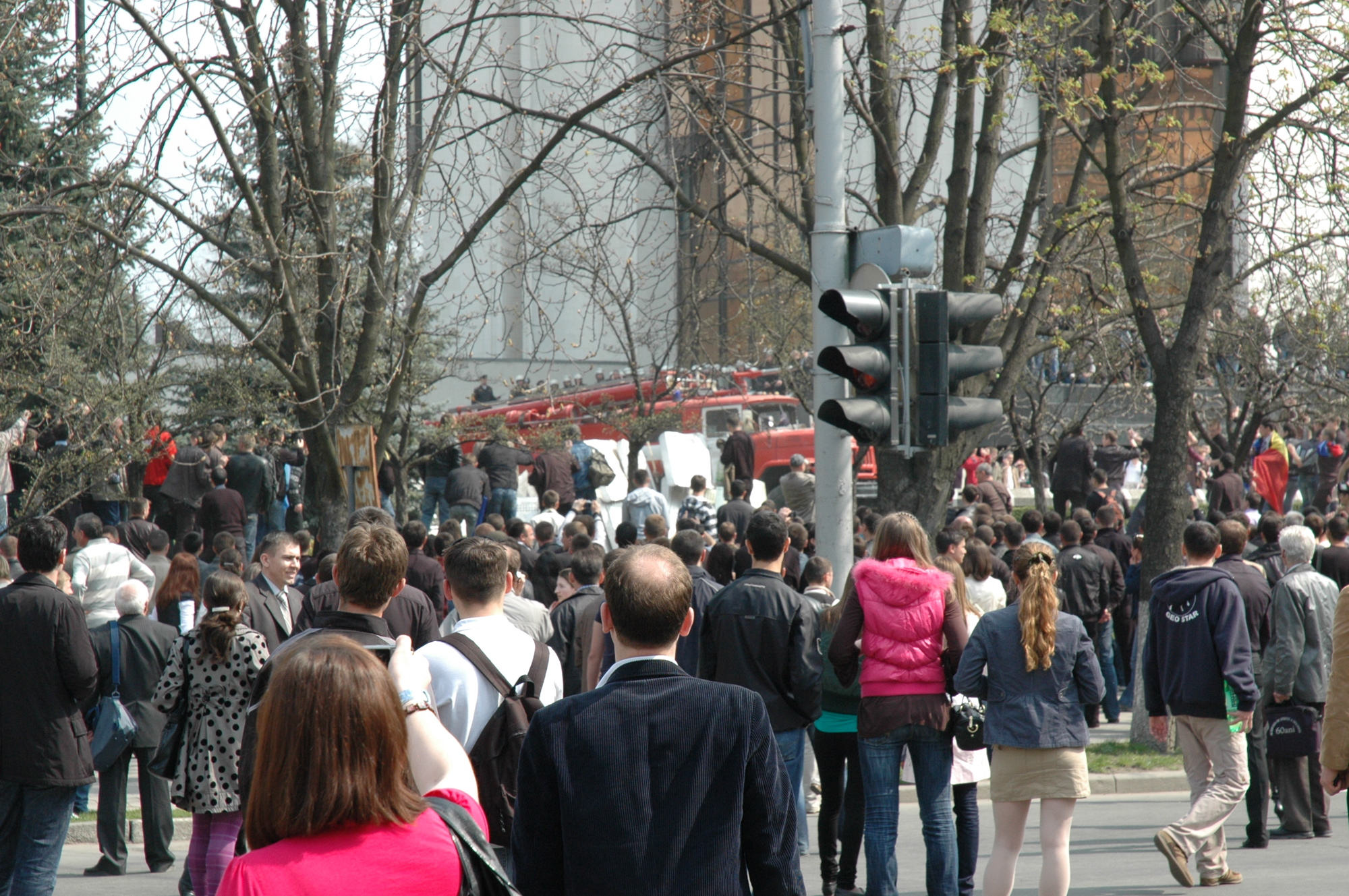
Митингующие перед президентским дворцом

Во многих западных СМИ эти акции получили название «Революция Твиттера» (англ. Twitter Revolution), благодаря тому, что протестующие активно использовали для организации и координации своих действий социальные сети и службы мгновенного обмена сообщениями, такие как Twitter.
8 апреля украинские и германские СМИ окрестили события в Молдавии «кирпичной революцией» (укр. Цегляна революція). Такое название было дано за использование митингующими в столкновениях и погроме здания парламента булыжников и камней. Первый заместитель руководителя фракции «Единая Россия» Владимир Пехтин заявил, что в Молдавии произошла «Сиреневая революция».

## Предпосылки

### Социально-экономическая ситуация в стране
Накануне выборов Молдавия являлась одним из беднейших государств Европы. Так, к 2007 году, Молдавия занимала первое место на постсоветском пространстве по отношению объёма денежных поступлений извне к ВВП страны и являлась одним из мировых лидеров по этому показателю. Во многом ВВП зависело от перечислений гастарбайтеров, которые покинули страну в поисках работы. Согласно данным 2007 года, в поисках работы из страны выехало около 300 тысяч человек — примерно 10 % населения страны. По другим оценкам эта цифра гораздо больше и составляет 400—600 тысяч человек. Только с 1999 по 2006 годы гастарбайтеры перевели в Молдавию 3,9 миллиардов долларов США.
Согласно опросам 2006 года, 57 % опрошенных посчитали, что в тяжёлой ситуации в стране виноваты власти. 50 % сочли, что власти страны коррумпированы и занимаются воровством.

### Политическая ситуация
В Молдавии с начала распада Советского Союза активно движение за объединение Румынии и Молдавии. В первые годы существования республики это движение было представлено Народным фронтом Молдовы, которое также объявило себя антикоммунистическим. Однако, несмотря на инициативы активистов Народного Фронта, объединения с Румынией не произошло.
К власти пришёл Мирча Снегур, проводивший умеренную политику и реформировавший экономику страны. Сменивший его Пётр Лучинский продолжал политику предшественника, при этом постепенно сближаясь со странами Запада. Во время правления кабинета Лучинского началось противостояние с Партией коммунистов Республики Молдова. На парламентских выборах 2001 года Партия коммунистов Республики Молдова одержала победу, и президентом был избран лидер ПКРМ Владимир Воронин.

## Ход событий

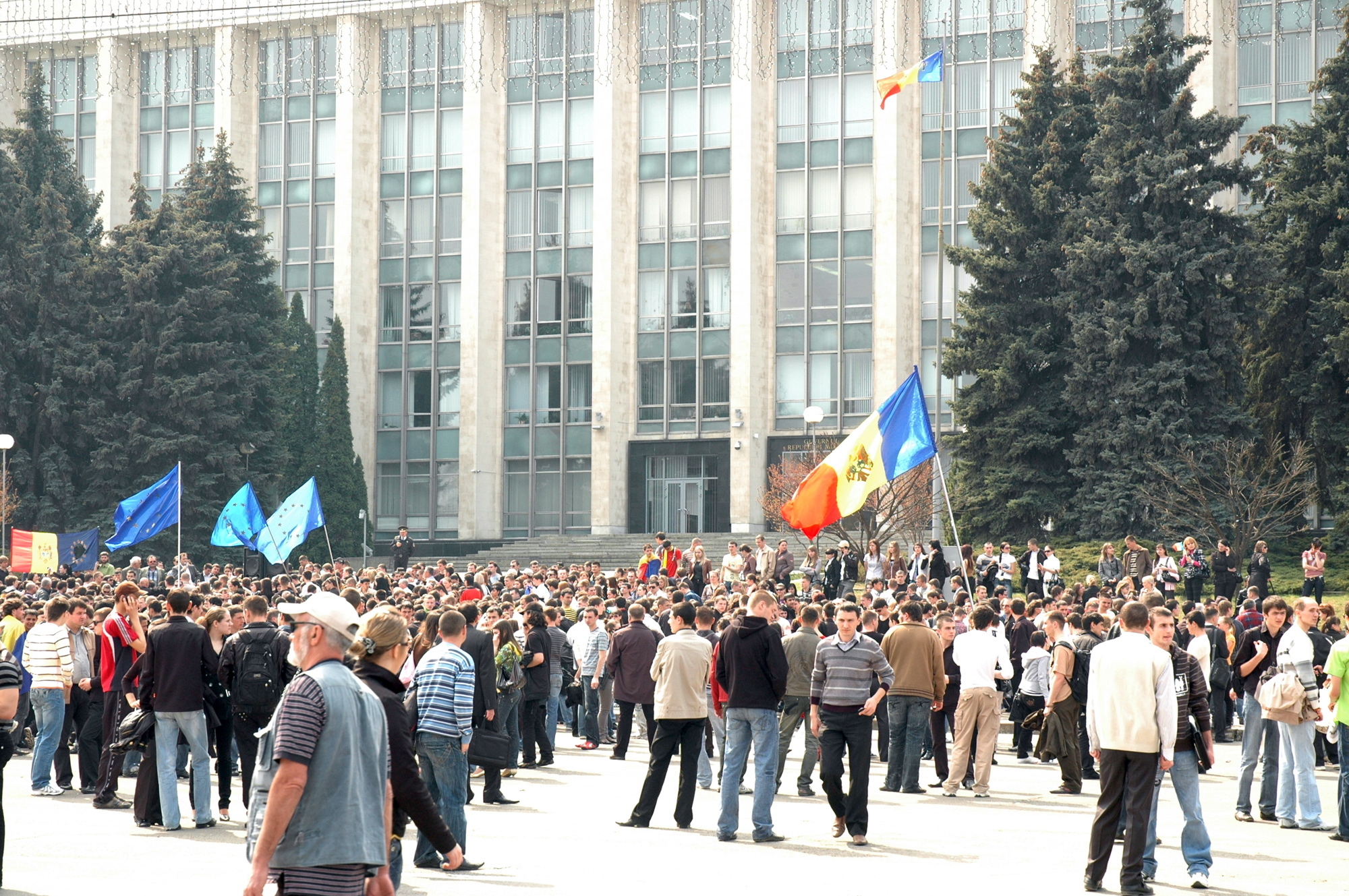
Митингующие с флагами Евросоюза у здание правительства.

### Протесты в Кишинёве

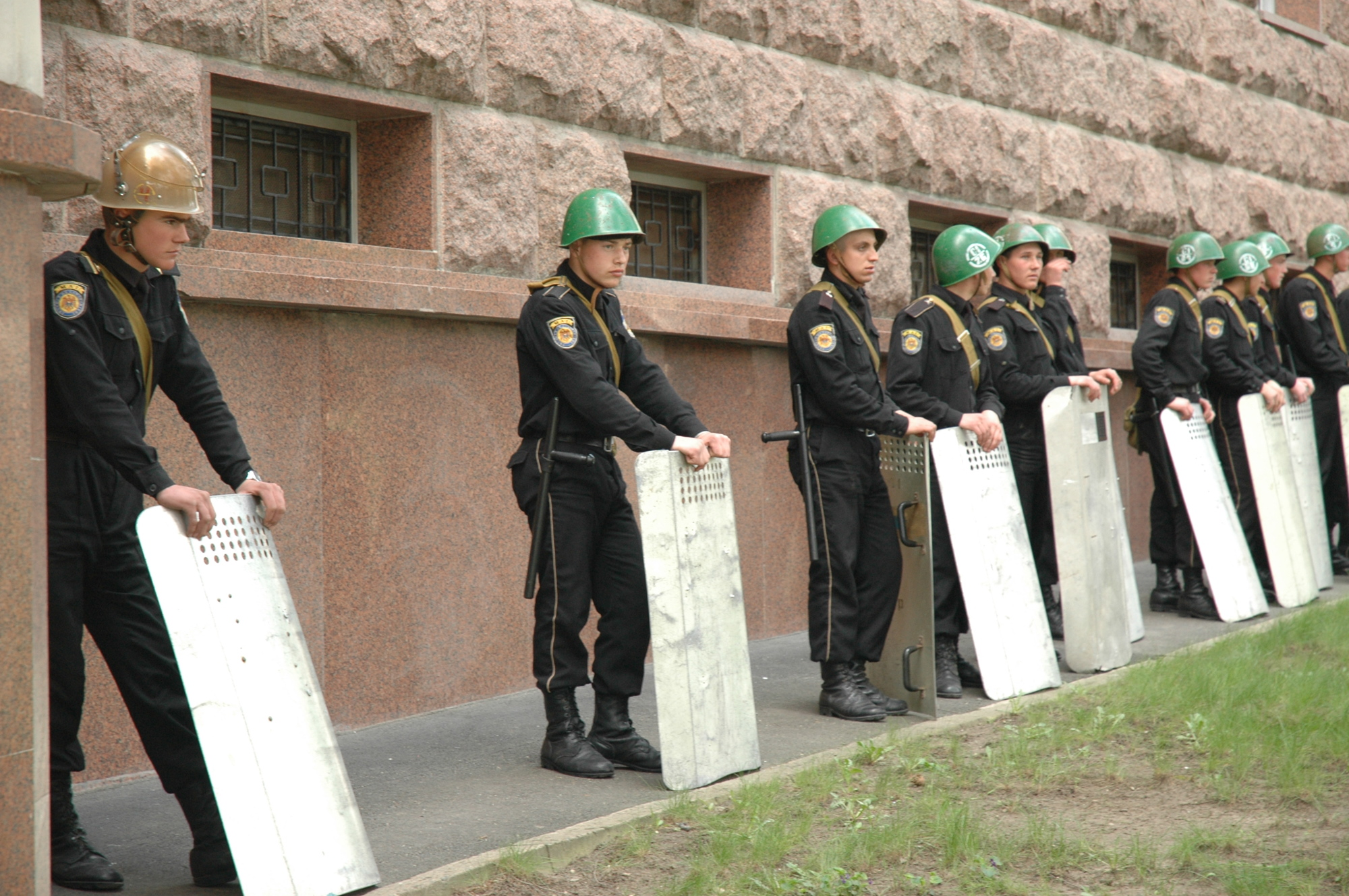
Сотрудники службы безопасности Молдавии перед парламентом страны

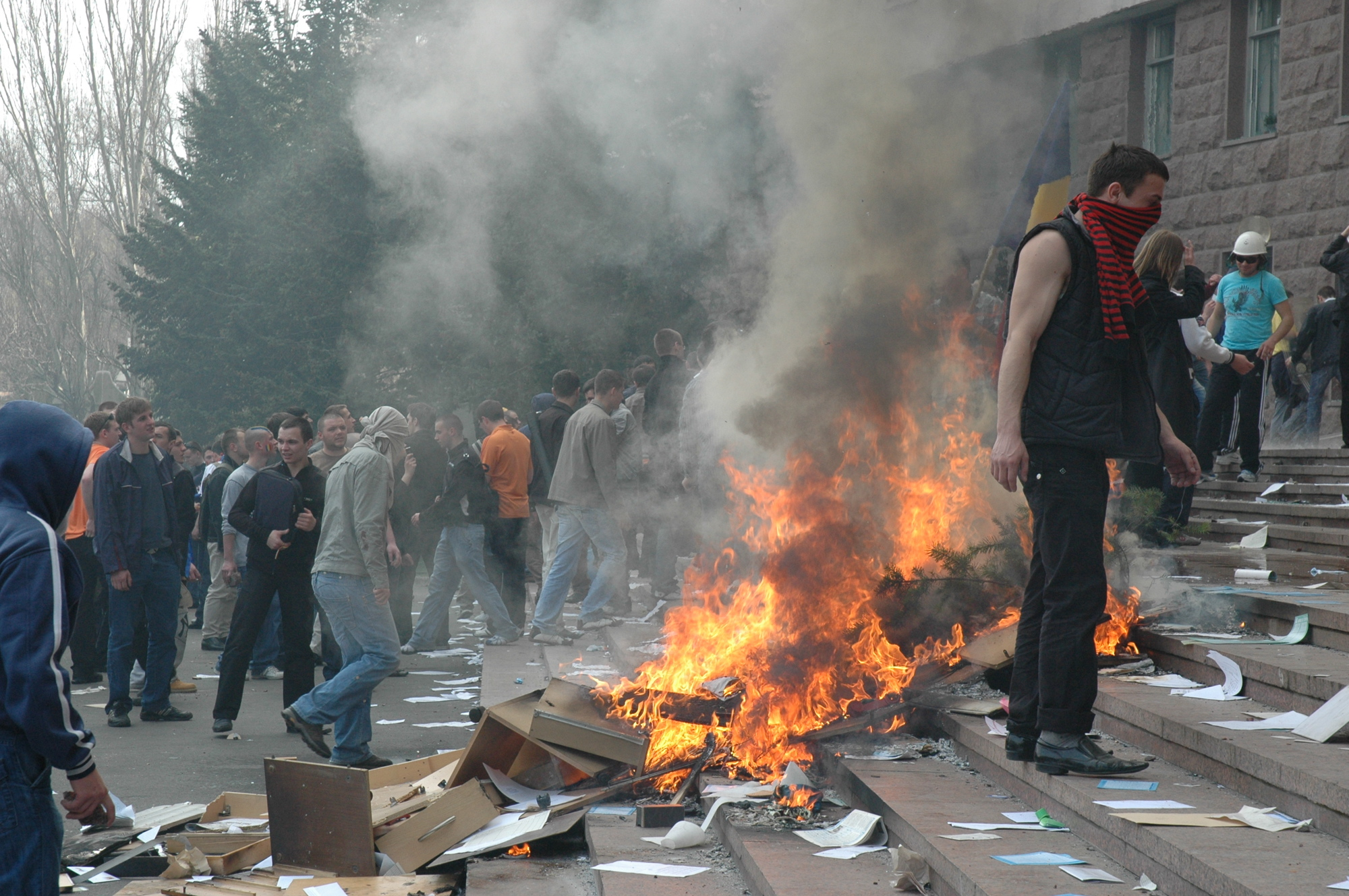
Костёр перед зданием парламента Молдавии

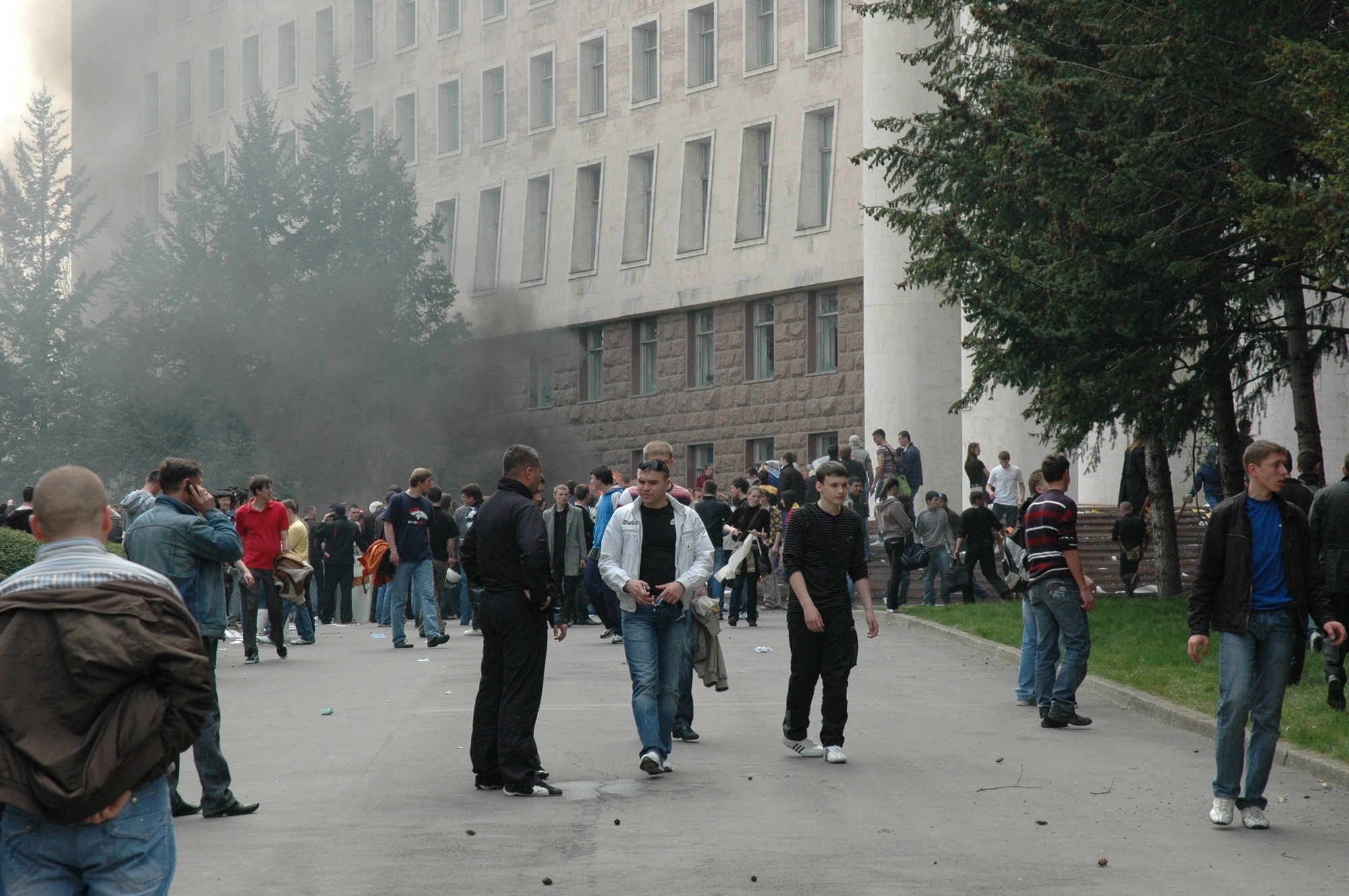
Здание парламента Молдавии 7 апреля

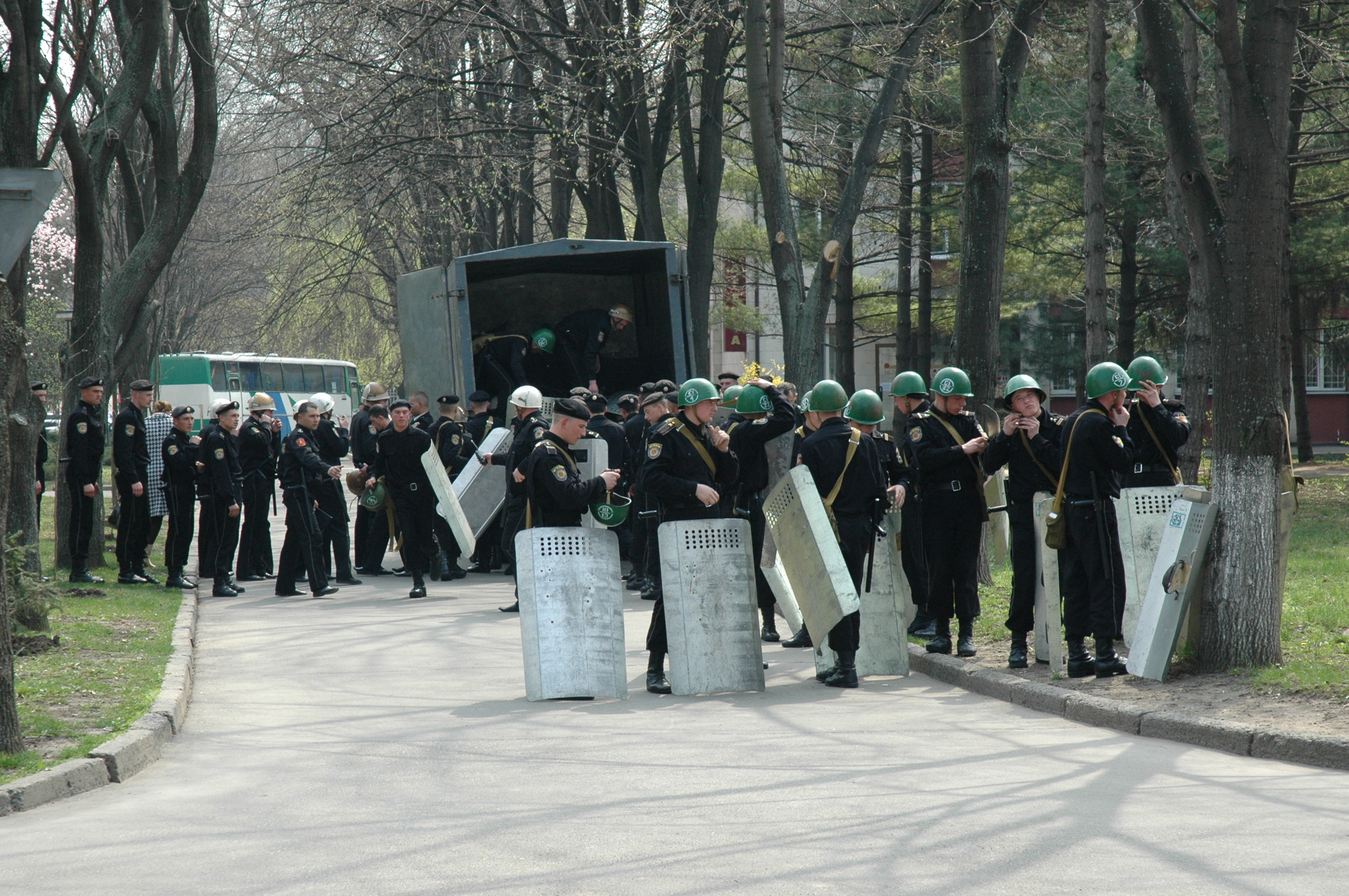
Сотрудники службы безопасности готовятся к столкновениям

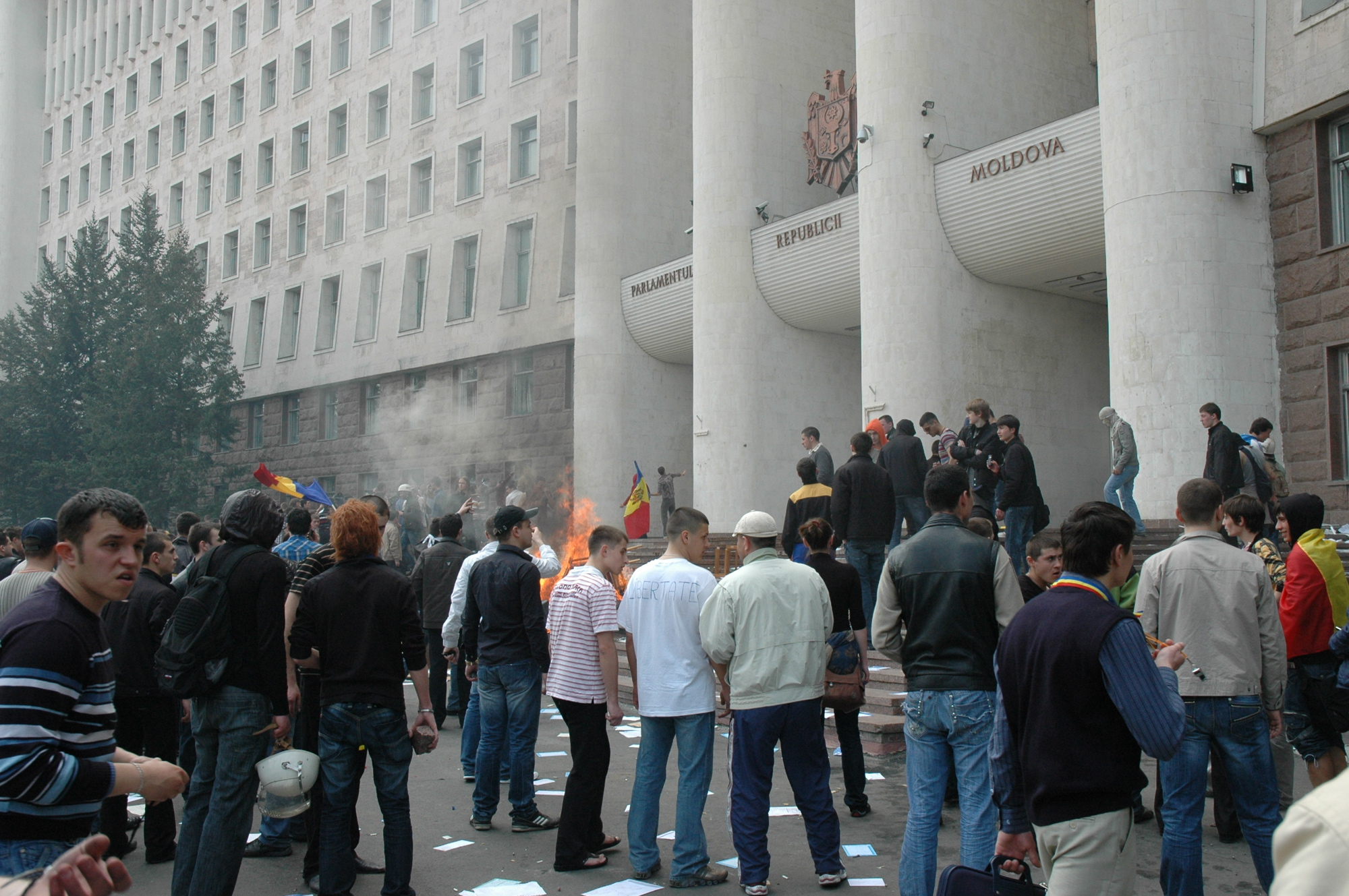
Митингующие перед входом в здание парламента

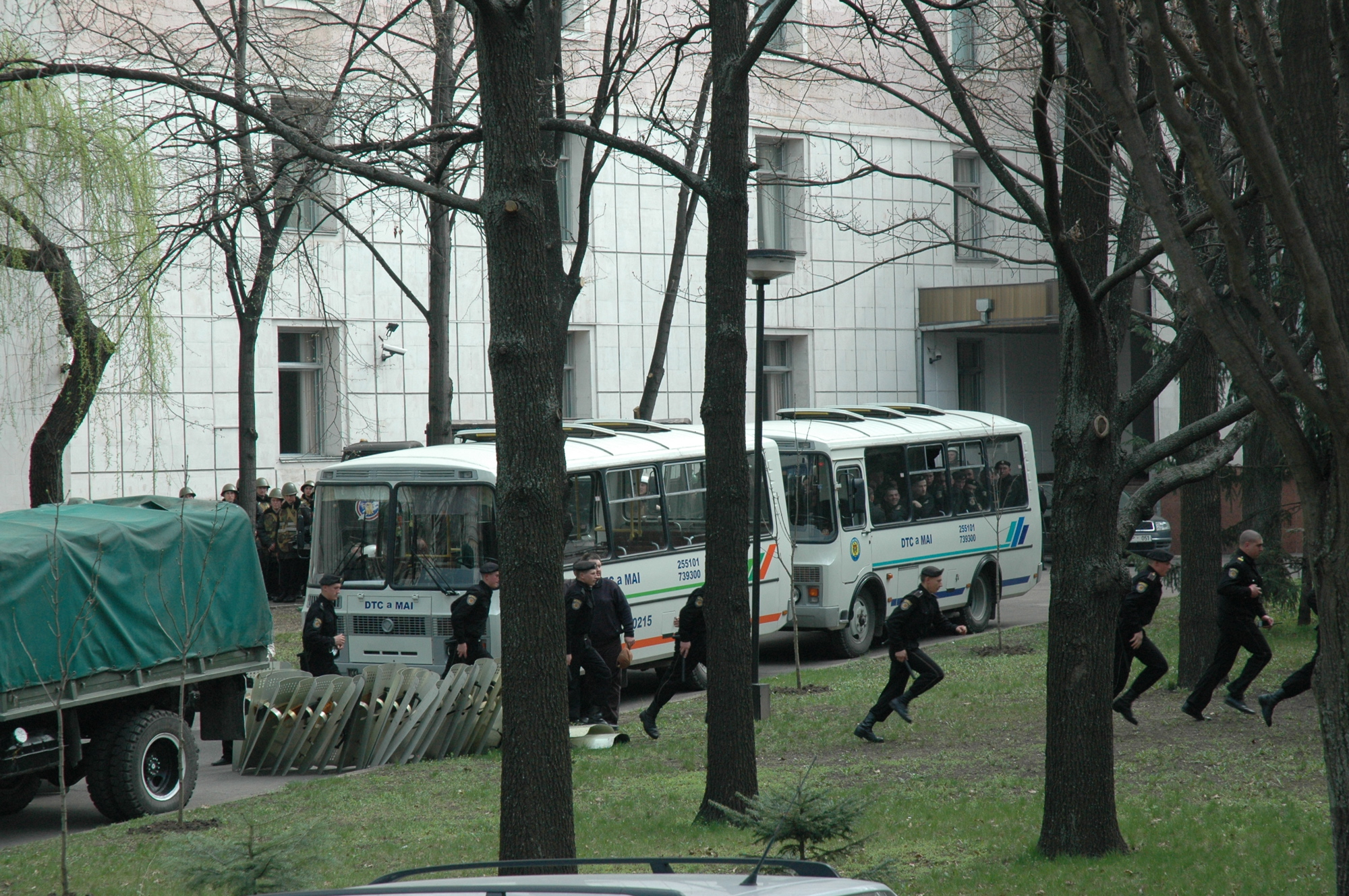
Молдавские силы безопасности

Поводом к беспорядкам послужило оглашение предварительных результатов парламентских выборов 2009 года, на которых побеждала ПКРМ с 49,96 % голосами избирателей. Вслед за ней шли Либеральная партия — 12,79 % голосов, Либерал-демократическая партия — 12,26 % и Альянс «Наша Молдова» — 9,81 %. В связи с этим, 6 апреля около двух тысяч человек собрались в центре Кишинёва на мирный митинг под лозунгами «Долой коммунистов!», «Лучше быть мёртвым, чем коммунистом!», «Свобода!», «Перемены — это мы!». По центральной улице было блокировано движение.
7 апреля в городе начались массовые беспорядки. Протестующие захватили здание парламента в центре Кишинёва. Неизвестные лица водрузили над входом флаг Румынии, а на шпиле над зданием — флаг Евросоюза. Лидеры оппозиции осудили такие действия и назвали это провокацией. В здании был подожжён первый этаж. Тогда же оппозиционные лидеры заявили, что потеряли контроль над ситуацией. Полиция тем временем не предпринимала никаких мер.
В Кишинёве была отключена мобильная связь и заблокированы информационные сайты. Вскоре мобильная связь была восстановлена. Также появились сведения о том, что молдавские власти и манифестанты пришли к общим договорённостям и вскоре начнут пересчёт голосов. Однако эта информация вскоре была опровергнута в ЦИКе, а один из лидеров оппозиции, мэр Кишинёва Дорин Киртоакэ (Либеральная партия) заявил, что требует проведения повторных выборов в парламент, а не пересчёта голосов. В тот же вечер президент Молдавии Владимир Воронин обратился к народу с телеобращением, в котором обвинил лидеров оппозиции в попытке государственного переворота.
Вечером манифестанты по-прежнему контролировали площадь рядом с парламентом. Внутри и снаружи здания парламента были разведены костры, выносили мебель, были вскрыты сейфы, а документы сжигались или разбрасывались. В тот же вечер в здании начался пожар, но вскоре его удалось потушить, после чего участники митинга начали расходиться, осталось несколько сот человек.
8 апреля Министерство просвещения Молдавии выпустило директиву, обязывающую учебные заведения столицы не допустить участия молодёжи в уличных акциях. Согласно директиве, в этот день учащиеся и студенты столицы Молдавии должны были до 15:00 находиться в учебных заведениях.
В интервью РИА Новости Президент Воронин заявил, манифестанты сознательно оставили Президентский дворец и парламент, так как среди погромщиков было много детей.
Акции протеста в центре Кишинёва продолжались днём 8 апреля, но без насильственных действий. Митингующие призвали власти освободить 300 человек, арестованных во время событий у парламента. В случае если власти не выполнят их требования, митингующие обещали занять здание правительства страны.

### Протесты в других регионах
Кроме Кишинёва митинги протеста прошли также в Чимишлии и других городах страны. По сообщениям молдавской стороны, 8 апреля молдавскими силовиками была предотвращена попытка «экстремистски настроенной» молодёжи попасть в зону приднестровского конфликта и устроить беспорядки в одном из населённых пунктов региона. В связи с этим силы Объединённой контрольной комиссии в зоне конфликта были приведены в боевую готовность.
Протесты прошли также возле посольства Молдавии в Лондоне. В Румынии митинги в поддержку молдавской оппозиции прошли в Бухаресте, Яссах, Тимишоаре, Клуж-Напоке, Брашове, Констанце, Сучаве, Галаце и других городах страны.

## Пострадавшие
Молдавские правоохранительные органы обвиняются в гибели одного из протестовавших — Валерия Бобока, тело которого было найдено после прекращения беспорядков. Родители погибшего утверждают, что смерть наступила в результате избиения полицией. Также, в результате столкновений с полицией 7 апреля, было ранено около 50 демонстрантов и 270 полицейских. Около 300 человек было задержано. В СМИ озвучивалась информация о десятках избитых в участках манифестантов, однако было подтверждено лишь несколько случаев.

## Последствия
На экстренном заседании правительства 8 апреля президент Молдавии Владимир Воронин заявил о введении визового режима для граждан Румынии. Также посол этой страны был объявлен персоной нон грата. По словам Воронина, эти действия предприняты в ответ на вмешательство Румынии во внутренние дела Молдавии и участие румынских граждан в беспорядках. Официальный Бухарест заявил, что не имеет отношения к беспорядкам. Лидеры оппозиции также заявили, что не собирались громить здание парламента и президентский дворец.
Также была перекрыта граница с Румынией. Заявления президента Молдавии и действия молдавской стороны ухудшили румынско-молдавские отношения.
Украина усилила охрану границы с Молдавией в Винницкой и Одесской областях. К границе были выдвинуты отряды милиции. Министр внутренних дел Украины Юрий Луценко заявил, что это сделано для предотвращения перехода на территорию страны людей, которые «могут иметь какие-то экстремистские намерения».
Массовые беспорядки 7 апреля не привели к смене власти в стране, однако после них был назначен пересчёт голосов, в результате которого Партия коммунистов получила 60 мандатов. Президент Молдавии, согласно конституции, избирается парламентом тайным голосованием. Избранным считается кандидат, набравший три пятых (61 из 101) голосов избранных депутатов. Две попытки избрать президента провалились, так как оппозиция бойкотировала голосование. Согласно конституции, были назначены повторные парламентские выборы, в результате которых компартия, получив на пять процентов меньше голосов, чем на предыдущих выборах (44,7 %), потеряла большинство в парламенте и перешла в оппозицию. В Молдове был создан Альянс «За европейскую интеграцию» (АЕИ), который состоял из 4 партий. Было сформировано новое правительство.

## Оценка событий
Журналист Би-би-си Марк Григорян заявил, что события в столице Молдавии не являются «цветной революцией». По его словам — различия заключаются в том, что не было протестов, проходивших в течение нескольких недель, не было молодёжной организации, схожей с «Кмара» или «Пора!». Также не было и негативной оценки выборов со стороны западных наблюдателей. По мнению аналитика Владислава Кульминского, отличие ситуации в Молдавии от «цветных революций» ещё и в том, что лидеры оппозиции не контролируют группы молодых людей, которые во вторник захватили здание парламента страны.

## Результаты
Из участников событий — по статьям «Хулиганство» и «Грабеж» осуждены восемь человек из числа наиболее активных участников беспорядков. За применение пыток к задержанным осуждены 14 полицейских.
Экс-глава МВД Георгий Папук был приговорен к четырём годам лишения свободы по обвинению в служебной халатности, повлекшей смерть Валерия Бобока и другие тяжкие последствия во время массовых беспорядков. По этому же обвинению бывший комиссар Кишинева Владимир Ботнарь получил два года условного заключения. Сотрудник полиции Ион Пержу, также проходящий по делу о смерти Бобока, был осужден на десять лет тюремного заключения. Ни Папук, ни Пержу не отбывают наказание: оба не были взяты под стражу в зале суда и скрылись от правосудия.
Российский политтехнолог Эдуард Багиров вскоре после беспорядков написал в своем блоге: «В республике Молдова я и еще несколько активных ребят в полгода (ну, чуть больше, строго говоря) поменяли государственный строй — навсегда убрали в прошлое коммунистов». Багиров был арестован в Кишинёве в июне 2011 года по обвинению в организации массовых беспорядков. МИД РФ и Госдума требовали его освобождения. 13 октября 2011 года Багиров был переведен под домашний арест, откуда сбежал 18 октября в Москву через Приднестровье. В апреле 2015 года суд Кишинева заочно приговорил Багирова к пяти годам тюрьмы..
Разгромленное здание парламента ремонтировали в течение пяти лет, работы завершили в феврале 2014 года. Здание президентского дворца было окончательно восстановлено в 2018 году.